# Adrian Colin
Pour les articles homonymes, voir Colin.
Adrian Colin, né à Dourdan le 15 mai 1984, est un artisan d’art verrier au chalumeau ; il dirige l'atelier-galerie  Adrian Colin qu’il a créé en 2003 à Dinan.

## Biographie
Fils de céramistes, Adrian Colin s'intéresse très jeune aux métiers d'art. À 14 ans, sa première expérience avec le travail du verre est une révélation. Dès la fin du collège, il suit une formation de verrier d'art au chalumeau au Lycée Dorian à Paris de septembre 1999 à juin 2003. 
En septembre 2003, fraîchement diplômé il s'installe à Dinan (labellisé Villes et Pays d'art et d'histoire, Ville et Métiers d'art) où il a passé son enfance et ouvre son atelier-galerie.  
Après plusieurs années de pratique, de perfectionnements techniques et de recherches artistiques, Adrian Colin obtient, en 2011, le titre de meilleur ouvrier de France(dix-septième lauréat dans la catégorie verrerie d'art au chalumeau depuis la création du concours).
Parallèlement à ses collections, Adrian Colin collabore avec différents créateurs, designers et maisons du luxe (Chanel, Dior, Caron, Cartier ou encore Taittinger). Ses œuvres sont fusionnées à l'aide d'un chalumeau et formées par le souffle pour les pièces creuses ou uniquement par le gestuel pour les pièces massives.
Adrian Colin est un collectionneur du patrimoine verrier (outils, livres, documents, verreries anciennes, cartes postales). Il collectionne notamment des "bousillés", pièces de verreries réalisées par les verriers pendant leur temps de pose ou en fin de journée, véritable pépites de savoir-faire et pièces uniques. Adrian Colin réalisa d'ailleurs une conférence sur cette collection au MusVerre(qui possède une importante collection de bousillés) de Sars-Poteries en 2019.

## Prix et distinctions
- 2001: Obtention du C.A.P Art et technique du verre Option verrier au chalumeau (Lycée Dorian à Paris).
- 2003: Obtention du Brevet des Métiers d’art Arts et technique du verre Option verrier au chalumeau (Lycée Dorian à Paris).
- 2011: Obtention du titre Meilleur ouvrier de France en verrerie d’art au chalumeau.
- 2012: Lauréat du concours national des jeunes créateurs Ateliers d’Art de France.
- 2015: Obtention du titre de Maître artisan.
- 2019: Nomination au rang de Chevalier des Arts et des Lettres [5].
- 2020: Référencé au Who's Who in France [6]